# The Keeping Hours
The Keeping Hours ist ein US-amerikanischer Filmdrama aus dem Jahr 2017 von Karen Moncrieff. In den Hauptrollen sind Lee Pace und Carrie Coon zu sehen.

## Handlung
Der Film beginnt mit einer Rückblende: Mark und Elizabeth, die seit acht Jahren zusammen sind und schon einen Sohn, Jacob, haben, bereiten sich auf ihre Hochzeit bei sich zu Hause vor. Nach acht Jahren machen sie die Beziehung offiziell, tauschen Eheversprechen aus und genießen den Besuch der Familie und von Freunden. Nach diesen erfreulichen Ereignissen springt der Film in die Gegenwart. Jacob starb bei einem Verkehrsunfall und Mark ist der Meinung, dass Elizabeth damals Jacobs Sicherheitsgurt nicht richtig angelegt hat. Jeder macht den anderen Elternteil und auch sich selbst für den tragischen Tod verantwortlich. Durch den Verlust ihres Sohnes brach auch die Ehe auseinander.
Mark arbeitet als Anwalt in einer großen Anwaltskanzlei. Elizabeth – die als Autorin tätig ist – hat wieder geheiratet und lebt mit ihren Stieftöchtern in einem Haus. Die beiden haben das gemeinsame Haus daher vermietet. Nach einem Mieterwechsel inspiziert Mark das Haus, in dem die Lichter flackern und er seltsame Geräusche hört. Er hört Schritte und findet Jacobs Spielzeug auf dem Dachboden. Als er seinen Sohn erblickt, wird er ohnmächtig. Nach einiger Zeit akzeptiert Mark Jacobs Geist. Dieser bittet Mark, auch Elizabeth an den Ort zu holen. Hält sie es anfangs für einen miesen Streich, akzeptiert sie die Tatsache, dass ihr Sohn nun ein Geist ist.
Mark kündigt seinen Job, um Zeit mit seinem Sohn verbringen zu können. Elizabeth besucht das Haus jeden Tag. Jacob sagt seinen Eltern, dass er möchte, dass die Dinge wieder normal werden, einschließlich des Paares, das sich wieder liebt. Sie alle tun Dinge, um verpasste Gelegenheiten auszugleichen. Mama liest Gutenachtgeschichten und Papa spielt Spiele. Jacob will das echte Zugset, das er nie bekommen hat. Das Paar kommt sich wieder nahe und sie lernen, dass Jacob das Haus verlassen kann, also gehen sie zum Strand und bauen Sandburgen und beobachten einen wunderschönen Sonnenuntergang.
Jacob beichtet Dad, dass er den roten Knopf gedrückt hat, der den Sicherheitsgurt gelöst hat. Jacob verursachte seinen eigenen Tod und Papa sollte sich nicht schuldig fühlen und er sollte Mama vergeben. Elizabeth hatte Nasenbluten und wurde ohnmächtig, nachdem sie behauptet hatte, ihre verstorbene Mutter zu sehen. Nach einem Besuch in der Notaufnahme erzählt Elizabeth Mark, dass sie ihre Antidepressiva abgesetzt hat und die Ohnmacht nichts war, worüber sie sich Sorgen machen müsste. Sie beichtet ihrem Ex-Mann, dass sie Krebs im Endstadium hat. Mark sagt ihr, dass Jacob ihm gesagt hat, dass er den Sicherheitsgurt gelöst hat und sie nicht schuld war. Später kommt Jacob in das Krankenzimmer seiner Mutter und sie umarmt ihn und beide verschwinden in einem weißen Licht.

## Hintergrund
Am 14. Oktober 2015 wurde bekannt gegeben, dass Karen Moncrieff einen Liebesfilm mit Einflüssen von übernatürlichen Elementen, verfasst von Rebecca Romshine, drehen wird. Lee Pace und Carrie Coon wurden für die Hauptrollen besetzt, Jason Blum ließ den Film über seine Blumhouse Productions produzieren.
Drehbeginn war am 1. Dezember 2015 in Los Angeles und endete am 22. Januar 2016.

## Kritik
„Der von Drehbuchautorin Rebecca Sonnenshine geschriebene, von Regisseurin Karen Moncrieff inszenierte Film legt den Fokus weniger auf Geisterhorror als aufs ‚Trauma-Drama‘ und erzählt nachdenklich-ruhig über den Themenkomplex Schuld und Vergebung. Getragen von zwei überzeugenden Hauptdarstellern.“